# Can Llamada
Can Llamada és una obra de Cardedeu (Vallès Oriental) protegida com a Bé Cultural d'Interès Local.

## Descripció
Edifici entre mitgeres de planta rectangular, planta baixa, pis i coberta de dos aiguavessos de fibrociment amb carener paral·lel a la façana principal. La façana principal té un sol eix de composició vertical centrat. A la planta baixa hi ha un gran portal d'arc escarser amb una porta-vidriera de fusta i ferro. Al primer pis hi ha una porta d'arc a nivell amb brancals fets de carreus de pedra i una llinda formada per una llosa de pedra granítica. Aquesta obertura s'obre a un balcó individual amb una llosana de pedra i baranes de ferro forjat decorades amb volutes. Al pis superior hi ha un balcó ampitador amb baranes idèntiques a les del balcó inferior. Remata la façana un ferro eleva-càrregues en forma de cigonya.
El parament és arrebossat i pintat.

## Història
Aquest edifici data dels segles XVII-XVIII. Durant els segles xix i xx s'hi efectuaren reformes.